# GPS meteorologie
GPS meteorologie je metoda umožňující studium atmosféry z GPS měření.

## Popis a využití
Signály z družic systému GPS procházejí atmosférou a jsou jí ovlivňovány. Hlavní vliv mají dvě její části, ionosféra a troposféra. Zatímco vliv ionosféry lze eliminovat použitím dvoufrekvenčních přijímačů, vliv troposféry je standardně odstranitelný obtížně. Při použití specifických vědeckých aplikací je však možné tento vliv kvantifikovat a jeho znalosti využít. GPS meteorologie je právě metodou umožňující výpočet hodnot obsahu vodních par v atmosféře z velmi přesných GPS měření, uskutečňovaných nejčastěji GPS referenčními stanicemi. Obsah vodních par v atmosféře (anglicky Precipitable Water Vapour, PWV) ovlivňuje kromě šíření GPS signálu i stav počasí a jeho vývoj.
V současnosti se nejčastěji zjišťuje obsah vodních par v atmosféře měřením radiosondou upoutanou pod meteorologický balón. Radiosondy jsou vypouštěny z vybraných meteorologických stanic dvakrát nebo čtyřikrát denně. V České republice jsou tyto stanice dvě, jedna spravovaná Českým hydrometeorologickým ústavem v Praze-Libuši a druhá spravovaná Armádou ČR nedaleko Prostějova. Nevýhodou radiosond je značná finanční nákladnost a zisk pouze trojice hodnot PWV denně na dvou místech v ČR. Na rozdíl od GPS měření však, kromě celkové hodnoty PWV, poskytuje radiosonda přesný vertikální profil rozložení hodnot obsahu vodních par v atmosféře. Z profilu je možné určit, v jakých výškových hladinách se vodní páry nachází.
Získání vertikálního profilu z GPS měření je obtížné a je předmětem stálého vědeckého výzkumu. Věnuje se mu metoda zvaná GPS tomografie. Již nyní ale údaje o obsahu vodních par získané z GPS měření mohou být asimilovány do numerických předpovědních modelů počasí a přispívat ke zkvalitnění krátkodobých předpovědí srážek.